# Liste der Baudenkmale in Heinade
In der Liste der Baudenkmale in Heinade sind die Baudenkmale der niedersächsischen Gemeinde Heinade und ihrer Ortsteile im Landkreis Holzminden aufgelistet.

## Allgemein
In den Spalten befinden sich folgende Informationen:
- Lage: die Adresse des Baudenkmales und die geographischen Koordinaten. Kartenansicht, um Koordinaten zu setzen. In der Kartenansicht sind Baudenkmale ohne Koordinaten mit einem roten Marker dargestellt und können in der Karte gesetzt werden. Baudenkmale ohne Bild sind mit einem blauen Marker gekennzeichnet, Baudenkmale mit Bild mit einem grünen Marker.
- Bezeichnung: Bezeichnung des Baudenkmales
- Beschreibung: die Beschreibung des Baudenkmales. Unter § 3 Abs. 2 NDSchG werden Einzeldenkmale und unter § 3 Abs. 3 NDSchG Gruppen baulicher Anlagen und deren Bestandteile ausgewiesen.
- ID: die Objekt-ID des Baudenkmales
- Bild: ein Bild des Baudenkmales, ggf. zusätzlich mit einem Link zu weiteren Fotos des Baudenkmals im Medienarchiv Wikimedia Commons. Wenn man auf das Kamerasymbol klickt, können Fotos zu Baudenkmalen aus dieser Liste hochgeladen werden:

## Heinade
Baudenkmale im Ortsteil Heinade.

### Gruppe: Hofanlage Sollinger Landstraße
Die Gruppe „Hofanlage Sollinger Landstraße“ hat die ID 26973463.

| Lage                                                | Bezeichnung              | Beschreibung | ID       | Bild |
| --------------------------------------------------- | ------------------------ | ------------ | -------- | ---- |
| Sollinger Landstraße 8 51° 50′ 19″ N, 9° 37′ 59″ O  | Wohn-/Wirtschaftsgebäude |              | 26797702 |      |
| Sollinger Landstraße 10 51° 50′ 18″ N, 9° 37′ 59″ O | Scheune                  |              | 26797717 |      |

### Einzeldenkmale
| Lage                                               | Bezeichnung              | Beschreibung | ID       | Bild |
| -------------------------------------------------- | ------------------------ | ------------ | -------- | ---- |
| Am Pfarrhof 2 51° 50′ 23″ N, 9° 37′ 55″ O          | Wohnhaus                 |              | 26797651 |      |
| In der Trift 2 51° 50′ 21″ N, 9° 37′ 58″ O         | Wohn-/Wirtschaftsgebäude |              | 26797668 |      |
| Sollinger Landstraße 4 51° 50′ 23″ N, 9° 37′ 55″ O | Wohn-/Wirtschaftsgebäude |              | 26797685 |      |
| Sollinger Landstraße 14 51° 50′ 17″ N, 9° 38′ 1″ O | Wohn-/Wirtschaftsgebäude |              | 26797732 |      |
| Sollinger Landstraße 17 51° 50′ 20″ N, 9° 38′ 1″ O | Kirche (Bauwerk)         |              | 26797766 |      |

## Hellental
Baudenkmale im Ortsteil Hellental.

### Gruppe: Hauptstraße 14–22
Die Gruppe „Hauptstraße 14-22“ hat die ID 26973430.

| Lage                                       | Bezeichnung              | Beschreibung | ID       | Bild |
| ------------------------------------------ | ------------------------ | ------------ | -------- | ---- |
| Hauptstraße 14 51° 48′ 43″ N, 9° 36′ 43″ O | Wohn-/Wirtschaftsgebäude |              | 26797783 |      |
| Hauptstraße 16 51° 48′ 43″ N, 9° 36′ 43″ O | Wohn-/Wirtschaftsgebäude |              | 26797798 |      |
| Hauptstraße 18 51° 48′ 43″ N, 9° 36′ 42″ O | Wohn-/Wirtschaftsgebäude |              | 26797813 |      |
| Hauptstraße 20 51° 48′ 43″ N, 9° 36′ 42″ O | Wohn-/Wirtschaftsgebäude |              | 26797828 |      |
| Hauptstraße 22 51° 48′ 44″ N, 9° 36′ 41″ O | Wohn-/Wirtschaftsgebäude |              | 26797843 |      |

## Merxhausen
Baudenkmale im Ortsteil Merxhausen.

### Gruppe: Jüdischer Friedhof, Merxhausen
Die Gruppe „Jüdischer Friedhof, Merxhausen“ hat die ID 26973485.

| Lage                        | Bezeichnung        | Beschreibung                  | ID       | Bild |
| --------------------------- | ------------------ | ----------------------------- | -------- | ---- |
| 51° 49′ 32″ N, 9° 37′ 54″ O | Jüdischer Friedhof | Jüdischer Friedhof Merxhausen | 26807977 |      |

### Gruppe: Hofanlage Merxhausener Straße
Die Gruppe „Hofanlage Merxhausener Straße“ hat die ID 26973441.

| Lage                                               | Bezeichnung              | Beschreibung | ID       | Bild |
| -------------------------------------------------- | ------------------------ | ------------ | -------- | ---- |
| Merxhausener Straße 9 51° 49′ 26″ N, 9° 38′ 19″ O  | Wohnhaus                 |              | 26797943 |      |
| Merxhausener Straße 11 51° 49′ 26″ N, 9° 38′ 21″ O | Scheune                  |              | 26797973 |      |
| Merxhausener Straße 11 51° 49′ 26″ N, 9° 38′ 20″ O | Wohn-/Wirtschaftsgebäude |              | 26797958 |      |

### Gruppe: Merxhausener Straße 13
Die Gruppe „Merxhausener Straße 13“ hat die ID 26973475.

| Lage                                               | Bezeichnung | Beschreibung | ID       | Bild |
| -------------------------------------------------- | ----------- | ------------ | -------- | ---- |
| Merxhausener Straße 13 51° 49′ 25″ N, 9° 38′ 21″ O | Gaststätte  |              | 26797988 |      |
| Merxhausener Straße 13 51° 49′ 25″ N, 9° 38′ 22″ O | Saalbau     |              | 26806947 |      |

### Gruppe: Hofanlage Merxhausener Straße 14
Die Gruppe „Hofanlage Merxhausener Straße 14“ hat die ID 26973452.

| Lage                                               | Bezeichnung              | Beschreibung | ID       | Bild |
| -------------------------------------------------- | ------------------------ | ------------ | -------- | ---- |
| Merxhausener Straße 14 51° 49′ 23″ N, 9° 38′ 24″ O | Wohn-/Wirtschaftsgebäude |              | 26798006 | BW   |
| Merxhausener Straße 14 51° 49′ 22″ N, 9° 38′ 23″ O | Stall                    |              | 26798051 |      |
| Merxhausener Straße 14 51° 49′ 22″ N, 9° 38′ 23″ O | Wohnhaus                 |              | 26798021 | BW   |
| Merxhausener Straße 14 51° 49′ 22″ N, 9° 38′ 22″ O | Scheune                  |              | 26798036 | BW   |

### Einzeldenkmale
| Lage                                               | Bezeichnung              | Beschreibung       | ID       | Bild           |
| -------------------------------------------------- | ------------------------ | ------------------ | -------- | -------------- |
| Alte Einbecker 1 51° 49′ 25″ N, 9° 38′ 18″ O       | Kapelle (Bauwerk)        |                    | 26797858 | Weitere Bilder |
| An der Papiermühle 1 51° 49′ 39″ N, 9° 38′ 18″ O   | ehem. Mühle              | Mühle (Baukomplex) | 26797875 |                |
| Auf der Rothe 6 51° 49′ 17″ N, 9° 38′ 37″ O        | ehem. Mühle              | Mühle (Baukomplex) | 26797892 |                |
| Auf der Rothe 11 51° 49′ 18″ N, 9° 38′ 37″ O       | Wohnhaus                 |                    | 26797909 |                |
| Merxhausener Straße 6 51° 49′ 26″ N, 9° 38′ 17″ O  | Wohnhaus                 |                    | 26797926 |                |
| Merxhausener Straße 16 51° 49′ 22″ N, 9° 38′ 26″ O | Gaststätte               |                    | 26798065 |                |
| Merxhausener Straße 17 51° 49′ 23″ N, 9° 38′ 26″ O | Wohn-/Wirtschaftsgebäude |                    | 26798082 |                |
| Schmiedebrink 12 51° 49′ 23″ N, 9° 38′ 30″ O       | Wohnhaus                 |                    | 26798099 |                |